# Pyrrhopteryx amabilis
Pyrrhopteryx amabilis är en fjärilsart som beskrevs av Erich Martin Hering 1941. Pyrrhopteryx amabilis ingår i släktet Pyrrhopteryx och familjen tofsspinnare. Inga underarter finns listade.